# Tomás el Eslavo
Tomás el Eslavo (en griego: Θωμᾶς; ca. 760 – octubre de 823) fue un comandante militar bizantino del siglo IX, conocido por haber liderado entre 820 y 823 una revuelta de gran escala contra el emperador Miguel II, cuyo reinado duró de 820 a 829.
Como oficial de origen eslavo de la región de Ponto (actual noreste de Turquía), Tomás adquirió prominencia, junto con los futuros emperadores Miguel II y León V el Armenio (r. 813–820), bajo la protección del general Bardanes el Turco. Luego de la fallida rebelión de Bardanes en 803, Tomás cayó en desgracia hasta el ascenso al poder de León V, cuando Tomás fue ascendido a un mando militar de alto rango. Tras el asesinato de León y la usurpación del trono por Miguel el Amoriano, Tomás se rebeló y reclamó el trono para sí. Rápidamente, Tomás se aseguró el apoyo de la mayoría de las themas (provincias) y tropas en Asia Menor y firmó una alianza con el califato abasí. Después de ganar a las fuerzas marítimas, navegó con su ejército para sitiar Constantinopla. Miguel II solicitó ayuda al gobernante búlgaro, cuyas tropas atacaron al ejército de Tomás. Si bien fueron repelidos, los búlgaros infligieron fuertes bajas en las filas de Tomás, que se dispersaron y huyeron cuando Miguel llegó al campo de batalla pocos meses después. Tomás buscó refugio en Arcadiopolis, donde fue pronto capturado por las tropas de Miguel y ejecutado.
La rebelión de Tomás fue una de las mayores en la historia del imperio, pero sus circunstancias exactas no están claras debido a narrativas históricas contradictorias, incluyendo algunas fabricadas por Miguel para distorsionar los relatos de la revuelta. En consecuencias, varios motivos y fuerzas motrices han sido atribuidas a ella. En el sumario proporcionado por el Oxford Dictionary of Byzantium, «la revuelta de Tomás ha sido atribuida indistintamente a una reacción contra la iconoclasia, una revolución social y levantamiento popular, una revuelta por los grupos étnicos no griegos del imperio, las ambiciones personales de Tomás y su deseo de vengar a León V». Sus efectos sobre la posición militar del imperio también son controvertidos.

## Primeros años y carrera
El origen étnico de Tomás no está claro. La historia del Theophanes Continuatus sostiene que era descendiente de los eslavos del sur reasentados en Asia Menor por sucesivos emperadores, mientras que el cronista del siglo X José Genesio lo llama «Tomás del lago Gouzourou, de raza armenia». La mayoría de académicos modernos coincide en su ascendencia eslava y cree que su lugar de nacimiento debía haber estado cerca de Gaciura en el Ponto. El apelativo «el Eslavo» le ha sido aplicado recientemente en tiempos modernos. Se desconoce información sobre su familia y sus primeros años de vida, excepto que sus padres eran pobres y que el propio Tomás no recibió educación alguna. Dado que tenía entre 50 y 60 años de edad al momento de la rebelión, probablemente, nació en torno a 760.

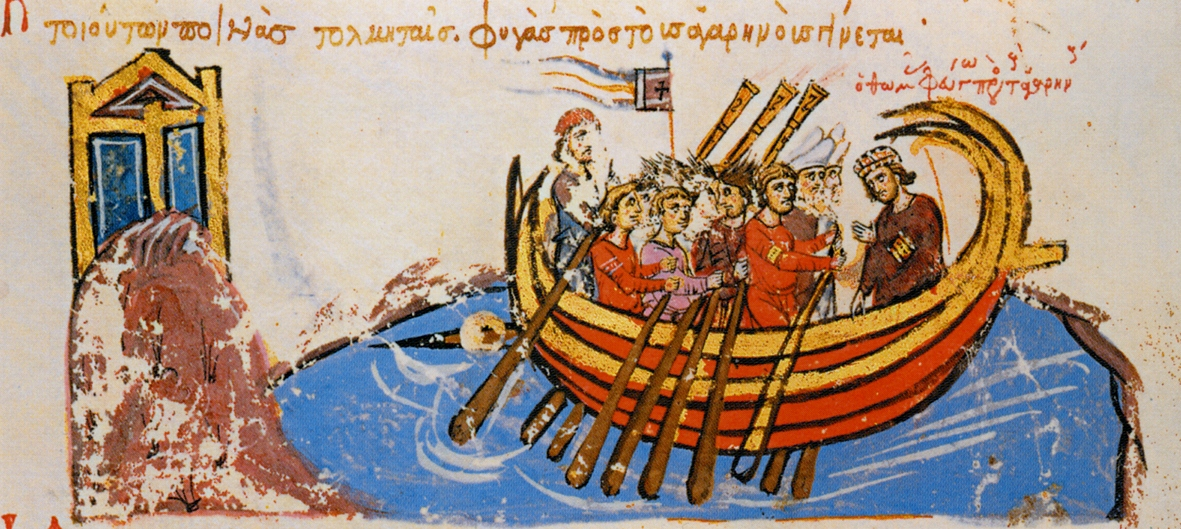
Miniatura del Madrid Skylitzes representa la supuesta huida de Tomás donde los árabes.

Dos relatos distintos de la vida de Tomás son contados en la crónica de Genesio y en Teófanes Continuatus. Según el primero, Tomás apareció en 803 en compañía del general Bardanes el Turco y siguió una carrera militar hasta el estallido de su revuelta a fines de 820. Según la segunda versión, llegó joven y pobre a Constantinopla, donde entró al servicio de un hombre con el rango de patrikios. Luego, descubierto tratando de cometer adulterio con la esposa de su amo, Tomás huyó donde los árabes en Siria, entre quienes permaneció por 25 años. Pretendiendo ser el emperador asesinado Constantino VI (r. 780–797), encabezó una invasión de Asia Menor patrocinada por los árabes, pero fue derrotado y castigado. El catedrático de estudios clásicos y bizantinos John B. Bury intentó reconciliar las dos narrativas, ubicando la huida de Tomás al califato abasí alrededor de 788 y haciéndolo retornar al servicio bizantino antes de 803. La segunda versión es explícitamente preferida por Genesio y Theophanes Continuatus. Asimismo, es la única registrada en fuentes del siglo IX, en particular, la crónica de Jorge el Monje y la hagiográfica Vida de los santos David, Simeón y Jorge de Lesbos. No obstante, el bizantinista francés Paul Lemerle la consideró una tradición posterior no confiable, creada por Miguel II para desacreditar a Tomás y la rechazó del todo. La mayor parte de estudios modernos siguen esta interpretación.
Según la primera versión, Tomás sirvió como spatharios (oficial del estado mayor) de Bardanes, el monostrategos (comandante general) de los thema orientales, que en 803 se rebeló contra el emperador Nicéforo I (r. 802—811). Tomás y otros dos spatharioi (oficiales) del séquito de Bardanes formaron una asociación fraternal: León el Armenio, futuro León V; y Miguel el Sirio, futuro Miguel II. Según una tradición hagiográfica posterior, antes de lanzarse a su revuelta, Bardanes, acompañado por dos de sus tres protegidos, visitó a un monje cerca de Filomenio el cual tenía el don de ver el futuro. El monje predijo lo que sucedería en realidad: la revuelta no daría resultado, León y Miguel se convertirían en emperadores y Tomás sería proclamado emperador y moriría. Bardanes fracasó en la obtención de apoyo generalizado cuando se produjo la revuelta. León y Miguel la abandonaron y desertaron para el campo imperial, siendo recompensados con puestos militares importantes. Tomás continuó leal a Bardanes hasta que éste se rindió. No hay menciones históricas de Tomás en los diez años siguientes tras la rendición Bardanes. Bury sugiere que huyó hacia los árabes (por segunda vez, de acuerdo a su interpretación), una perspectiva aceptable para muchos historiadores más, como Alexander Vasiliev y Romilly James Heald Jenkins. Mientras tanto, Warren Treadgold menciona que Tomás permaneció en el Imperio Bizantino y pudo, incluso, haber permanecido activo en el ejército, explicando su oscuridad por la asociación de Tomás a Bardanes, quien destrozó su carrera.
León el Armenio fue nombrado emperador en julio de 813, como León V y se apresuró a recompensar a sus antiguos compañeros dándoles el mando de unidades militares de élite. Miguel recibió el tagma de los Excubitores, un regimiento de guardia profesional de caballería, en tanto Tomás recibió la tourma de los Foederati, una división estacionada en el Thema Anatólico.

## Rebelión de Tomás

### Antecedentes y motivos
En la Navidad de 820, León fue asesinado en la capilla del palacio por los oficiales enviados por el propio Miguel el Amoriano, quien entonces se había convertido en emperador. Casi al mismo tiempo, Tomás lanzó un destacamento en el thema Anatólico. Las fuentes son dispares en cuanto a los motivos y la cronología exacta de la revuelta. Según Jorge el Monje, las fuentes hagiográficas y una carta enviada por Miguel II al emperador de occidente Ludovico Pío, Tomás se sublevó incluso tiempo antes de la usurpación de Miguel. Esta cronología es apoyada por cronistas posteriores como José Genesio, Teófanes Continuatus y Juan Skylitzes, así como también por algunos estudiosos modernos como John B. Bury y Alexander Kazhdan. Paul Lemerle rechaza esta cronología, considerándola como una tentativa de Miguel con tal de justificar su revuelta como una reacción al fracaso de León en suprimir la rebelión de Tomás y con ello aliviar las primeras derrotas sufridas por las tropas imperiales. Algunos estudios modernos apoyan la idea de Lemerle, sin embargo, otros prefieren el relato de Simón Metafraste —generalmente considerada la fuente más precisa del siglo X— en el que escribió que Tomás se rebeló en reacción al asesinato de León unos días después de haber ocurrido.

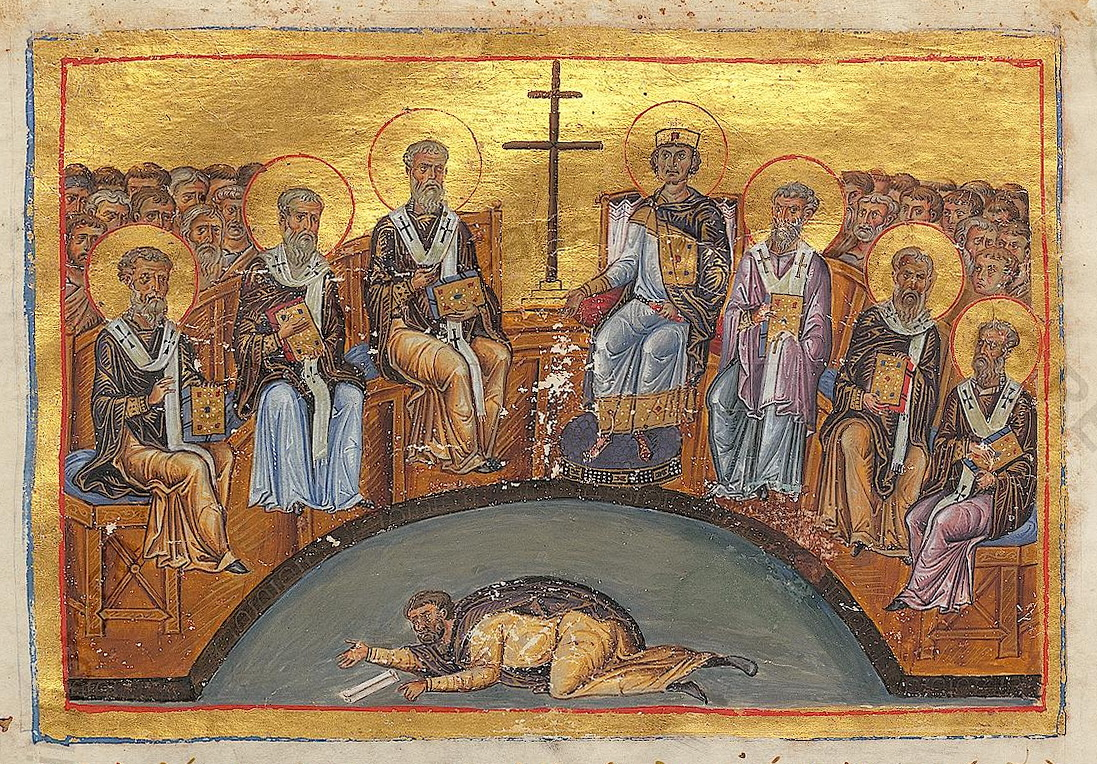
El emperador Constantino VI, depuesto y asesinado por su madre Irene de Atenas en 797.

El imperio se sumergió en una guerra en el que hubo disputas sobre el trono por dos rivales al mismo tiempo en el que surgía una rebelión contra un gobierno establecido. Miguel tenía Constantinopla y las provincias de Europa, controlaba la máquina burocrática imperial y fue coronado debidamente por el Patriarca, pero había llegado al trono mediante el asesinato del emperador anterior, mientras que Tomás se ganó el apoyo y la legitimidad a través de su reclamación por la venganza de León y teniendo el apoyo militar de los themata, en un principio únicamente de aquellos originarios de Asia y más tarde de los provenientes de Europa. Tomás era un personaje mucho más conocido, popular y respetado en Asia Menor, donde León V había gozado de apoyo considerable. Miguel, por otro lado, era prácticamente desconocido fuera de la capital, su carrera militar no era tan notable, no era culto y a la vez carecía de educación, era ridiculizado por ser tartamudo y tenía fama de simpatizar con la secta religiosa herética de los Athinganoi, a la cual su familia había pertenecido.
Las fuentes bizantinas sobre la rebelión de Tomás relatan que, de hecho, él no reclamó el trono bajo su propio nombre, sino que asumió la identidad del emperador Constantino VI (r. 780—797), que había sido depuesto y asesinado por su madre Irene de Atenas en el 797. Muchos estudiosos modernos siguen la tesis de Lemerle, que rechaza esta historia como si se tratara de una invención posterior. Es posible que esta historia se base en el hecho de que Tomás fue escogido para ser coronado con el nombre de Constantino, más no hay pruebas que lo confirmen. La posible apropiación de la identidad de Constantino VI aparece ligada en algunas fuentes con la mención sobre el apoyo de Tomás a la adoración de íconos sagrados (Iconografía), en oposición al apoyo de Miguel en restaurar la prohibición del culto de imágenes (Iconoclastia) —fue durante el reinado de Constantino VI que la veneración de íconos fue restaurada. Mientras tanto, el lenguaje ambiguo de las fuentes, las simpatías iconoclastas en varios themata de Asia Menor y de la alianza de Tomás con los árabes parece contradecir un apoyo abierto al culto de imágenes de su parte. Teniendo en cuenta la actitud conciliadora de Miguel en relación con el culto de las imágenes durante el primer año de su reinado, la controversia iconoclasta no parece haber sido un asunto de gran importancia en este punto y probablemente no tuvo un papel relevante en la revuelta de Tomás. La imagen de éste como paladino iconódulo, en oposición al «iconoclasta» Miguel II que aparece en fuentes posteriores es probablemente resultado de las propias opiniones iconoclastas de sus autores. Warren Treadgold teorizó que la afirmación de Tomás en ser Constantino VI pudo no haber sido más que una historia puesta a circular para ganar apoyo y que Tomás adoptara una «ambigüedad estudiada» en relación con los íconos, planeada para atraer el apoyo de los iconófilos. En palabras de Treadgold: «Tomás podría haber sido todo para todos hasta haber conquistado completamente el imperio, y después habría tenido tiempo de decepcionar a algunos de sus seguidores.»
Algunos historiadores, tales como George Ostrogorsky, explican el apoyo generalizado que Tomás ganó como una expresión de descontento social entre las poblaciones rurales, que sufrían de pesados impuestos.
Otros, como Lemerle, rechazan que esto haya sido un factor primario durante la revuelta. Genesio y otros cronistas relatan que Tomás también recibió el apoyo de los «Ismaelitas, indianos, egipcios, asirios, medos, abjasios, ziches, iberos caucasianos, cabiros, eslavos, vándalos, getas, maniqueístas, lázicos, alanos, caldeos, armenios y muchas otras especies de distintos pueblos.» Este es el origen de la tesis moderna que la rebelión de Tomás era un alzamiento de los grupos étnicos del imperio griego, pero de acuerdo con Lemerle, la exageración de estos registros es más un caso de desinformación hostil forzada. A pesar de ello, es casi cierto que Tomás contó con el apoyo de sus vecinos caucásicos del imperio, pues es mencionada la presencia de abjasios, armenios e iberos en su ejército en una carta de Miguel II a Ludovico Pío. Las razones para este apoyo no son claras; Tomás pudo haber hecho promesas no especificadas, pero Lemerle escribió que los armenios pudieron haber sido motivados en parte por un deseo de venganza tras la muerte de su compatriota León.

### Inicio y propagación de la revuelta en Asia Menor

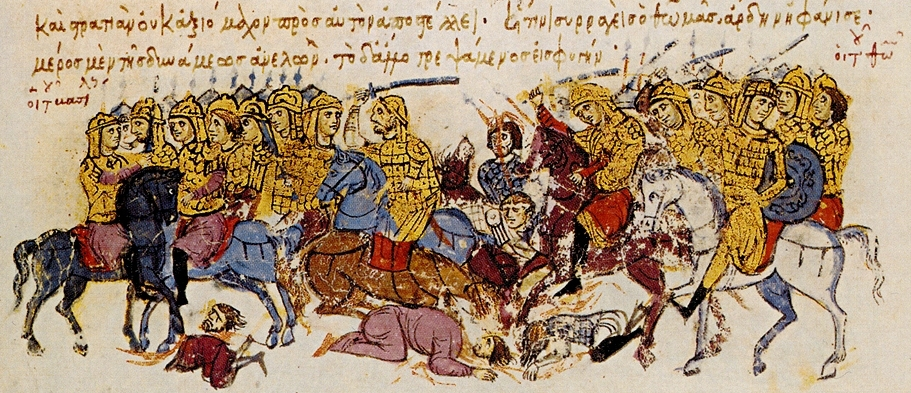
Tropas de Tomás derrotaron al ejército imperial en Asia Menor, en un grabado del «Skylitzes Matritensis».

Como comandante de los Foederati, Tomás tenía su base en Amorium, la capital del Thema Anatólico. A pesar de que estaba subordinado al estratego (gobernador militar), Tomás recibió el apoyo generalizado de la mayor parte de Asia Menor cuando se proclamó emperador. En poco tiempo, todos los themata asiáticos se encontraban del lado de Tomás, a excepción de dos: el Thema Opsiciano, comandado por el patricio Katakylas, un sobrino de Miguel II, y el Thema Armeniaco (Armeníacos), comandado por Olbianos. El Thema Tracesiano dudó entre los dos rivales, y finalmente terminó por apoyar la causa de Tomás. Más de dos tercios de las tropas bizantinas de Anatolia se alinearon con Tomás, al mismo tiempo que la deserción de los funcionarios fiscales provinciales les aseguró el ingreso necesario.
La primera respuesta de Miguel fue ordenar a los armeníacos que atacaran a Tomás. Sin embargo, estos fueron derrotados fácilmente en batalla y Tomás prosiguió a través de las áreas orientales de los themata armeníacos hasta ocupar la región fronteriza de Chaldia. La conquista de la provincia de Armeniakon fue incompleta porque los abásidas, aprovechándose de la guerra civil bizantina, lanzaron ataques por mar y tierra en la región sur de Asia Menor, donde Tomás había dejado pocas tropas. En vez de regresar con tal de hacer frente a los ataques árabes, Tomás lanzó una invasión a gran escala contra los territorios abásidas en la primavera de 821, en Siria; según Bury y otros, o en parte de la Armenia controlada por los árabes, según Treadgold.
Tomás envió un emisario al califa al-Mamún, que quedó lo suficientemente impresionado con la demostración de fuerza de Tomás para recibir sus propuestas, especialmente debido a los problemas internos del Califato con la rebelión de los khurramitas liderados por Babak Khorramdin. Tomás y al-Mamún firmaron un tratado de paz y de alianza mutua. El califa autorizó a Tomás a reclutar hombres en los territorios controlados por los árabes y así cruzar la frontera para ir a Antioquía, una posesión del califato, donde fue coronado emperador por el iconódulo Patriarca de Antioquía Job I de Antioquía. A cambio de ello, Tomás se comprometió a ceder territorios no especificados y se convirtió en un vasallo tributario del califato, a pesar de desconocer los términos exactos del acuerdo. Durante esta misma época, el mismo Tomás adoptó a un joven, al que llamó Constancio y lo hizo su coemperador. Mientras tanto, Miguel II intentó obtener el apoyo entre los iconódulos nombrando a un familiar como su Arzobispo de Éfeso, pero su plan fracasó cuando se negó a ser consagrado por el iconoclasta Anthoio Kassymatas. En una tentativa por consolidar el apoyo de los dos themata asiáticos que todavía eran fieles, Miguel proclamó una reducción del 25 % en los impuestos entre 821 y 822.

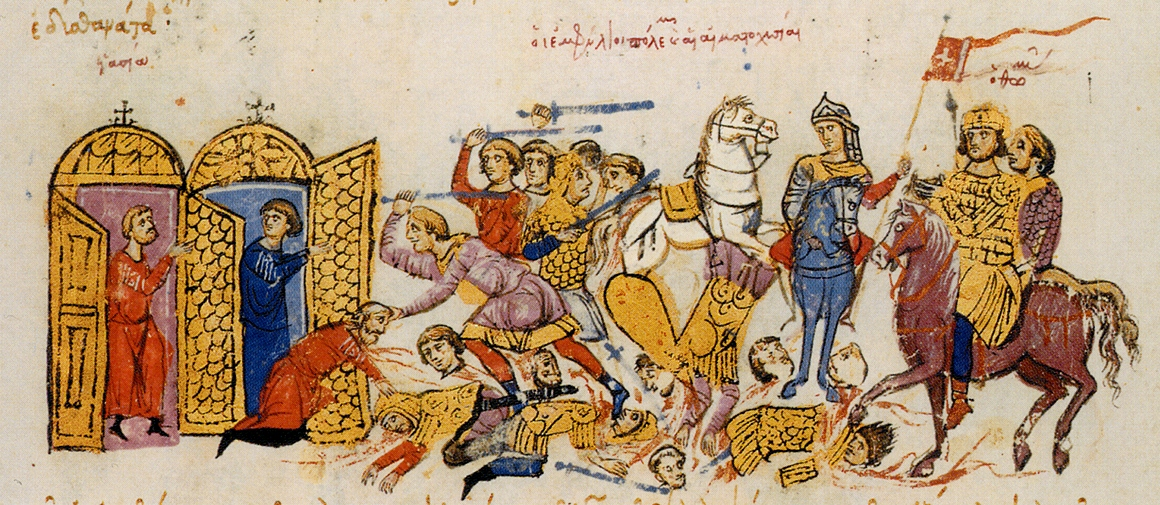
Conquista de una ciudad en Asia Menor por las tropas de Tomás, en un grabado del «Skylitzes de Madrid».

En el verano de 821, Tomás había consolidado su posición en el Oriente, a pesar de que los themata Opsikion y Armeniakon no la reconocieron. Comenzó entonces a preparar el premio final: Constantinopla, la posición que por sí le confería legitimidad total a un emperador. Tomás reunió tropas y abastecimientos así como construyó máquinas de asedio. Para contrabalancear la poderosa marina imperial estacionada en la capital, construyó nuevos navíos para aumentar el número de su flota, constituida por los themata navales de Kibyrrhaioton y el del Egeo, así como posiblemente por fuerzas navales del thema de Hellas. Tomás convocó a Gregorio Pterotos, un general y sobrino de León V que había sido exiliado en la isla de Esciro por Miguel, y le otorgó el comando de su marina. En octubre, las flotas de los themata leales a Tomás se concentraron en Lesbos y el ejército terrestre inició la marcha de Thrakesion para Abidos, donde planearon cruzar el estrecho de Helesponto para Europa.
Fue entonces cuando Tomás sufrió su primer revés. Antes de su partida para Abidos, él había enviado un ejército comandado por su hijo adoptivo Constancio contra los armeníacos. Constancio cayó en una emboscada del estratego Olbianos y murió, a pesar de que el ejército logró retirarse con, relativamente, pocas bajas. La cabeza cortada de Constancio le fue enviada a Miguel, que la envió a Tomás en Abidos. Tomás no se intimidó por el relativamente menor contratiempo y cruzó el estrecho a Europa a finales de octubre o principios de noviembre de 821. Constancio fue prontamente sustituido como coemperador por otro desconocido, un antiguo monje llamada Anastasio, que también había sido adoptado por Tomás.

### Asedio de Constantinopla
Anticipando el movimiento de Tomás, Miguel había ido con un ejército a los themata de Tracia y Macedonia, en el interior europeo en las fronteras de Constantinopla, y había también reforzado las guarniciones de diversas fortalezas en la región para asegurar la lealtad de los pobladores. Cuando Tomás desembarcó, las poblaciones de las provincias europeas lo recibieron eufóricamente y Miguel fue forzado a retirarse de la capital. Varios voluntarios, dentro de los que se incluían muchos esclavos, apoyaron los ideales de Tomás. A medida que se acercaban a Constantinopla, el ejército de Tomás se fue dilatando y de acuerdo a los cronistas llegó a contar con cerca de 80 000 hombres. La capital fue defendida por el tagmata (unidad militar de élite) imperial, reforzada por tropas de los themata de Opsikion y Armenniakon. Miguel había optado por reparar las murallas y cerrar la entrada del estuario del Cuerno de Oro con una cadena gigante, mientras que la marina imperial custodiaba la defensa de la capital desde el mar. Sin embargo, a juzgar por la actitud pasiva de Miguel, sus fuerzas debieron ser inferiores a las de Tomás —según el propio Warren Treadgold, el ejército de Miguel tendría aproximadamente 35 000 hombres.
La armada de Tomás llegó primero a la capital. No encontraron resistencia por parte de la marina imperial, los rebeldes quebraron o abrieron la cadena que protegía el Cuerno de Oro y se concentraron en la desembocadura del río Barbysos, donde esperaron la llegada de Tomás y de su ejército, que arribarían a principios de diciembre. La fuerza impresionante del ejército rebelde no sorprendió a los habitantes de la capital; a diferencia de las provincias, la guarnición y los ciudadanos de la capital se mantuvieron firmemente al lado de Miguel. Para incentivar aún más a sus tropas, Miguel mandó a su hijo Teófilo encabezar una procesión a lo largo de las murallas, cargando un pedazo de la Vera Cruz y el manto de la virgen María, al mismo tiempo que llevaban consigo un estandarte que fue izado en la parte superior de la Iglesia de Santa María de las Blanquernas, a vista de ambos ejércitos.
Después de someter a los pueblos aledaños a la capital, Tomás decidió atacar Constantinopla por tres contingentes, esperando con eso impresionar a los pobladores o al menos provocar una deserción. Sus lugartenientes y Gregorio Anastasio Pterotos se encargarían de atacar las murallas de Teodosio, mientras él se encargaría de liderar el ataque principal contra las defensas menos formidables que defendían Blanquerna. Todas las unidades de Tomás disponían de muchas máquinas de cerco y catapultas mientras sus barcos estaban bien provistos de «fuego griego» y trabucos navales de gran envergadura. Todos los ataques de Tomás fracasaron: la artillería de los defensores fue incluso superior y mantuvieron a las máquinas de Tomás lejos de las murallas terrestres, mientras que los vientos adversos impedían a los navíos de emprender cualquier acción significativa. Tomás concluyó que cualquier operación durante el invierno sería arriesgada y difícilmente tendría éxito, por lo que suspendió todos los ataques hasta la primavera y retiró su ejército para los cuarteles de invierno.
Miguel aprovechó la pausa en los combates para llamar refuerzos de Asia Menor y reparar las murallas de Blanquerna. Cuando Tomás regresó en la primavera, enfocó su ataque en el sector de Blanquerna. Antes de la ofensiva, Miguel en persona subió a las murallas y habló con las tropas de Tomás, exhortándolas a abandonar a su comandante y prometiéndoles una amnistía en caso de que desertaran. El ejército de Tomás vio en esa apelación una señal de debilidad y avanzó con confianza para iniciar su asalto, pero cuando se aproximaron a las murallas los defensores abrieron las puertas y atacaron. Esta arremetida violenta hizo que el ejército de Tomás se retirara. Mientras tanto, la marina imperial derrotó a la fuerza naval de Tomás, cuyos navíos se partieron y las tripulaciones corrieron presas del pánico a tierra. La derrota disminuyó el poder naval de Tomás y a pesar de que el asedio y bloqueo terrestre pudieron haber continuado, la derrota desmoralizó a los sitiadores, que comenzaron a desertar. Gregorio Pterotos, cuya familia estaba en manos de Miguel, fue uno de los desertores, junto a un pequeño grupo de hombres leales a él; abandonó el campamento de la guerrilla, fue al oeste, y envió un monje a Miguel que le informaba de su deserción, pero el monje no pudo pasar el bloqueo y llegar a la capital. Cuando se enteró de la traición, Tomás actuó rápidamente: siguió a Gregorio con un destacamento, derrotó a los desertores y mató a su comandante.
Tomás estudió esta pequeña victoria, proclamando que había derrotado a las tropas de Miguel «por tierra y por mar» así como también enviando mensajes a los themata de Grecia, cuyo apoyo hasta ese entonces había resultado poco entusiasta, pidiendo barcos adicionales. Dichos themata respondieron enérgicamente, enviando a sus armadas, que presuntamente totalizaban 350 navíos, y se unieron a él. Con este refuerzo, Tomás decidió lanzar un destacamento desde los dos frentes de las murallas del mar de Constantinopla, con la flota principal atacando del lado del Cuerno de Oro y la flota secundaria atacando desde del Mar de Marmara, al sur. Mientras tanto, Miguel no se detuvo: su flota atacó a los navíos de los themata recién llegados poco después de que anclaran en Birida. Usando fuego griego, la armada imperial destruyó muchos de los navíos rebeldes y capturó la mayor parte de los restantes; apenas unos pocos lograron escapar y reunirse con las fuerzas de Tomás.
Con esta victoria, Miguel aseguró el control del mar, aun cuando el ejército de Tomás mantuvo la superioridad en tierra y continuó con el bloqueo. Durante lo restante del año se registraron pequeñas escaramuzas, con las tropas de Miguel haciendo salidas de la ciudad con tal de atacar a las fuerzas de Tomás. Aunque ambos bandos consiguieron pequeños éxitos en estos combates, ninguno de ellos consiguió obtener una ventaja decisiva.
Miguel recurrió a la ayuda del Imperio Búlgaro ubicado al norte de la misma Constantinopla. Ambos estados se encontraban ligados por un tratado de treinta años firmado por León V y el zar búlgaro, el kan Omurtag, que respondió de buena manera ante la petición de asistencia de Miguel. Según una tradición posterior, relatada por Genesio en el Theophanes Continuatus, Omurtag había actuado por su iniciativa, en contra de la voluntad de Miguel, pero esto es casi universalmente rechazado, por ser una versión falsificada o promovida al menos por Miguel, que no deseaba ser visto como alguien que influyó a los «bárbaros» para que invadieran el imperio. El ejército búlgaro invadió la Tracia, probablemente en noviembre de 822 (Bury acreditó que el ataque búlgaro ocurrió en la primavera en 823), y avanzó hacia Constantinopla. Tomás levantó el asedio y marchó al encuentro con su ejército. Ambos ejércitos se encontraron en una llanura cerca de Heraclea Póntica (actual Marmara Ereğli, en Tekirdağ) en aquel episodio que es conocido en los registros bizantinos como la Batalla de Kedouktos. Los relatos de la batalla difieren entre sí: según el contemporáneo Jorge Hamartolos (el Monje), Tomás «mató a una gran cantidad de búlgaros», mientras que en otras fuentes posteriores, Tomás perdió la batalla. Dada la inexistencia de actividad búlgara después de la batalla, la mayor parte de los historiadores modernos, con la notable excepción de Bury, acreditan que Tomás resultó victorioso.

### Derrota y muerte de Tomás
Tomás no fue capaz de reanudar el asedio; además de la gran cantidad de bajas sufridas por su ejército, la flota, que había dejado en el Cuerno de Oro, se rindió ante Miguel durante su ausencia. Tomás optó por montar un asentamiento en la planicie de Diábasis, en Tracia, cerca de 40 km al oeste de Constantinopla, donde pasó el invierno y el inicio de la primavera. Sin embargo, algunos de sus hombres desertaron, aunque la mayor parte se le mantuvo leal. A finales de abril de 823, Miguel marchó con su tropas para sitiar a Tomás, en compañía de los generales Olbianos y Katakylas con tropas frescas provenientes de Asia Menor. Tomás marchó a su encuentro y planeó usar una estratagema para burlar a sus oponentes: sus hombres, presuntamente desmoralizados, fingirían encontrarse abandonados y cuando el ejército imperial abriese sus líneas para escoltarlos, estos se darían la vuelta y atacarían. Sin embargo, las tropas de Tomás se encontraban muy debilitadas por la prolongación del conflicto y su sumisión ya no fue fingida. Muchos optaron por la rendición ante Miguel, mientras que otros huyeron a las ciudades fortificadas más cercanas. Tomás decidió por exiliarse en Arcadiopolis, juntamente con un gran grupo. Su hijo adoptivo, Anastasio, se dirigió con algunos de los hombres a Vize y otros huyeron a Panium y Heraclea.
Miguel bloqueó las ciudades de refugio de las tropas de Tomás, más no ordenó ataques, con el objetivo de capturar de modo pacífico a los sitiados. Esta actitud habría sido motivada para así poder explorar la imagen de misericordioso de alguien cuya convicción no le permitía derramar sangre cristiana, tal y como se expresa en una carta que escribió a Ludovico Pío, pero muchos cronistas afirman que también lo fue por miedo de mostrar a los búlgaros que las fortificaciones de las ciudades bizantinas eran vulnerables a los ataques.